# Stéphen Alexis

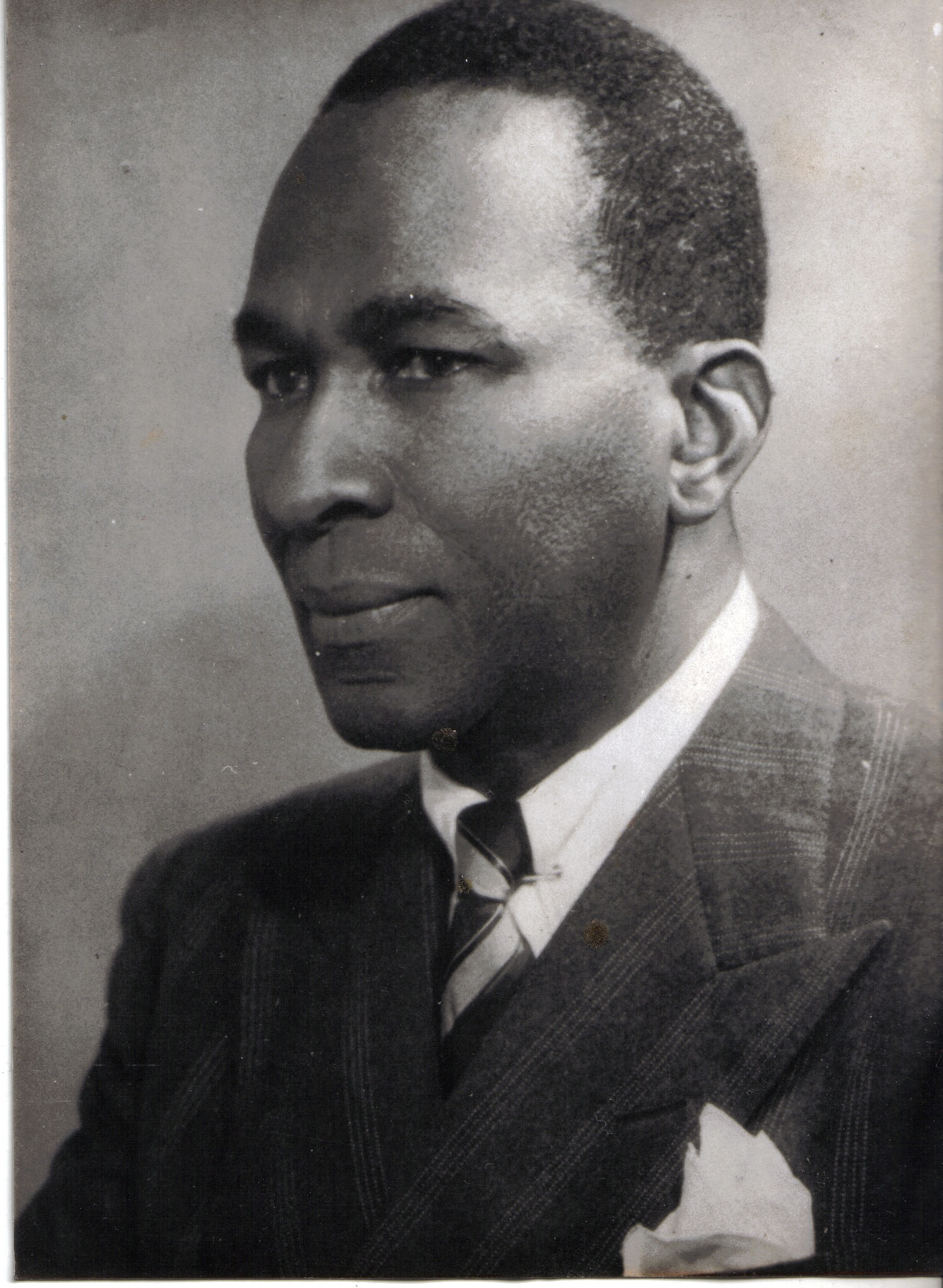
Portrait de l'ambassadeur et historien Stéphen Alexis

Stéphen Mesmin Alexis (1889-1962), diplomate, enseignant, historien, journaliste et écrivain haïtien, né aux Gonaïves le 29 novembre 1889. 
Il se marie avec Lydia Noñez, née à Saint-Marc en Haïti. Ils auront une fille Alta Alexis et un fils, Jacques Stéphen Alexis, né en 1922, qui deviendra médecin neurologue et écrivain. 
Stéphen Alexis est mort en exil sous le régime de François Duvalier le 15 août 1962 à Caracas au Venezuela.

## Journaliste
Stéphen Alexis collabore à plusieurs journaux, "Le Matin" dès 1908, dont il deviendra le rédacteur en chef. Il dirige le périodique "L'Artibonite", publié aux Gonaives et écrit pour "La Presse" et dans "Haïti Miroir". 
Partisan du patriote, le Dr Rosalvo Bobo, au moment de l’invasion et de l’occupation d’Haïti par les États-Unis, en 1915 il est emprisonné par le Président Vilbrun Guillaume Sam avec son ami guadeloupéen Auguste Guercy dont il partage la cellule. Lors d’une tuerie perpétrée au sein de la prison, tentant de s’enfuir pendant le massacre, ils sont abattus par la soldatesque en escaladant le mur d’enceinte, une rafale frappe son ami tandis que Stephen Alexis blessé au cou par une baïonnette fait le mort et garde la vie sauve en se cachant sous les cadavres, tandis qu’on achève les moribonds. 

## Diplomate
En 1926, il est nommé consul général à Anvers en Belgique et l'année suivante, il est chargé d'affaires à Bruxelles. Stéphen Alexis est nommé conservateur du Musée national de 1938 à 1941 et chef de la section des Relations extérieures. Il est nommé délégué permanent à l'ONU en février 1948. L'année suivante, il est nommé représentant d'Haïti à la Commission intérimaire des Nations unies. Il se présente en tant qu'ambassadeur et envoyé extraordinaire à la prestation de serment du président Arturo Frondizi en Argentine, sous la présidence de François Duvalier. 

## Écrivain
Il écrivit un recueil de récits autobiographiques sous le titre  "Le Nègre Masqué" avec pour sous-titre : "Tranche de vie haïtienne". Cet ouvrage témoigne de l'occupation américaine de son pays de 1915 à 1934.

### Romans
- "Le Nègre masqué, tranche de vie haïtienne". Port-au-Prince: l'Imprimerie de l'État, 1933. Réédition Port-au-Prince: Éditions Fardin, 1980.
- "À la source des délices"
- "Amour sans provisions", pièce de théâtre

### Ouvrages historiques
- "Abrégé d'histoire d'Haïti, 1924-1936", cours moyen, cours élémentaire. Port-au-Prince: s.n., 1942.
- "Abrégé d'histoire d'Haiti, 1492-1946", cours élémentaire et moyen à l'usage des candidats au certificat d'études primaires.  Port-au-Prince: Deschamps, 1946.
- "Toussaint Louverture, libérateur d'Haïti". s.n. Vers 1947.
- "The Black Liberator : The Life of Toussaint Louverture", traduit par William Stirling, New York, Macmillan Co, 1949
- "Introduction à l'instruction économique morale et civique", cours technique à l'usage des lycées et collèges.  Port-au-Prince:  Imprimerie de l'État, 1953.
- "À la conquête de l'indépendance du Venezuela". (manuscrit inachevé).

## Sources
1. ↑  Biographie de Stéphen Alexis